# Molophilus (Molophilus) ferox
Molophilus (Molophilus) ferox is een tweevleugelige uit de familie steltmuggen (Limoniidae). De soort komt voor in het Palearctisch gebied.